# Sociostyle
 (février 2025).
Si vous disposez d'ouvrages ou d'articles de référence ou si vous connaissez des sites web de qualité traitant du thème abordé ici, merci de compléter l'article en donnant les références utiles à sa vérifiabilité et en les liant à la section « Notes et références ».
Les sociostyles (ou socio-styles de vie) sont des découpages catégoriels et une technique de segmentation typologique des mentalités et styles de vies d'une population. Un sociostyle regroupe des individus ayant des mêmes comportements, conditions de vie et opinions similaires, à partir d'une vaste enquête multi. 
Ce concept et son outil méthodologique ont été créés et popularisés par le Centre de Communication Avancé (CCA, service d'études du groupe Havas), dans un baromètre d'enquêtes périodiques en France de 1972 à 2010 ; la méthode a été appliquée aussi ponctuellement aux USA, au Québec, dans 12 pays Européens, et plusieurs fois dans les départements d'outre-mer français. 

## Publications
Cette méthodologie originale dite “Socio-Styles System“ a été publiée en 1990 par Bernard Cathelat (éditions d'organisation, Paris; édition anglaise chez Kogan Page, Londres 1193; édition américaine chez Probus Publisihing, Chicago 1994).
Les résultats des enquêtes ont fait l'objet de plusieurs publications de tendances sociales et typologie de sociostyles  :
- ''Styles de vie'' : Bernard Cathelat, Editions d'Organisation, Paris, 1985, en 2 volumes : tome 1 cartes et portraits,  tome 2 : courants et scénarios.
- ''Panorama des styles de vie 1960/90'' , Monique Cathelat et Bernard Cathelat), Editions d'Organisation, Paris, 1991.
- ''Vous et les Français'' , Bernard Cathelat et Gérard Mermet, ed. Flammarion, Paris, 1993

- « Ce que veulent les Français 2012>2017 « (Cercle Sesame : Bernard Cathelat avec Sandrine Cathelat, Denis Quenard, Robert Ebguy, Mike Burke) éditions Eyrolles novembre 2011.

## Méthode
La méthode développée par le CCA a présenté l'originalité de réunir dans une même enquête quantitative un relevé d'environ 3000 variables psychologiques et comportementales sur la vie privée, les valeurs et convictions, la société et la politique, les loisirs et centres d'intérêt, la culture et les médias, les consommations; un traitement statistique de structuration des données permet d'en révéler une typologie de "Socio-Styles de Vie. La répétition de ces enquêtes, de 1972 à 2010 a permis d'identifier et pondérer des “Socio-Trends“, tels que le courant de “Recentrage“ néo-conservateur des années 1978-90 qui a remplacé la dynamique dominante “d'Aventure“ des années 1965/75; ou l'apparition, à la fin de la décennie 1990 d'une mentalité victimaire et révoltée dans la classe moyenne-inférieure.
Les résultats tendanciel se présentent  :
- sur uns cartographie qui visualise les 2 principaux axes bipolaires sur lesquels se différencient les individus interviewés,
- une météorologie sociale de tendances (“socio-trends“) de la psychologie sociale,
- et une  typologie de différents clusters de populations : en grandes “socio-mentalités“ à dominante psychologiques (de 3 dans la décennie 1970 à 6 au début des années 2000) et en “socio-styles“ plus comportementaux (de 11 dans les années 1970 à 16 dans les années 2000).

Cette méthode statistique d'étude  typologique et tendancielle, volontairement généraliste a fourni des informations sur la psychosociologie collective aussi bien à des organes gouvernementaux qu'au marketing, à la publicité des entreprises commerciales, et aux médias pour catégoriser leurs audiences.

## Spécificités
Les sociostyles ont cherché à se démarquer d'une part des enquêtes analysées selon le seul  fait social basées exclusivement sur les critères CSP (profils socio-démographiques, économiques et professionnels) des personnes interrogées, pour une meilleure prise en compte des variables psychologiques, considérant que la connaissance basée sur les systèmes de valeurs et les styles de vie permet une compréhension approfondie des phénomènes sociaux.
Les sociostyles du CCA, issus de traitements statistiques inductifs (sans hypothèse préalable) cherchent aussi à proposer, comme outil opérationnel d'analyse des segmentations du corps social, une typologie plus fiable que les catégorisations intuitives plus sommaires, souvent d'origine publicitaire, popularisées par les médias, comme : 
- les bobos réunissent une dimension axiologique (bohème) et sociologique (bourgeois) ;
- les yuppies réunissent des dimensions démographiques (young) et culturelles (urban) ;
- les DINKS réunissent une dimension rémunératoire stricte (Dual Income) et une dimension de style de vie (No Kids) ;
- le métrosexuel est une référence à la fois à un mode de vie (l'urbanité des métropoles) et à une projection psychologique ;
- les winders renvoient à la fois à un système de valeur « aérien » (windy) et à une dimension de réussite socio-professionnelle (winners) ;
- le hipster français contemporain renvoie à des valeurs individualistes et un mode de vie urbain-branché liés à des habitus culturels (musiques, opinions, usages quotidiens, lieux de socialisation…), vestimentaires (marques de vêtement spécifiques, réemploi via le vintage…) et physiques (structures capillaires spécifiques comme le port de la barbe/moustache pour les hommes, l'abondance de tatouages, etc.).

Aussi, les principaux acronymes ou mots-valises réunissent des dimensions explicatives du comportement d'un groupe, dimensions elles-mêmes issues des principaux domaines de l'analyse sociologique.
Par ailleurs, l'essor des sociostyles est indissociable du phénomène de déclinaison et d'exploitation des approches sociologiques par l'univers du marketing : par exemple, l'épouse d'un cadre supérieur considérée comme « sans emploi » dans les catégorisation Insee sera appréhendée plus efficacement par une analyse de ses modes de consommation (luxe, restauration, etc.).
Selon Pierre Valette-Florence : « L'intérêt véritable des styles de vie réside en fait dans une description bien meilleure des caractéristiques propres à une cible donnée, notamment par la mise en évidence des centres d'intérêt, des opinions ou des activités principales qui la caractérisent, autant d'éléments qui seront utilisés avec bonheur et avec succès, à la fois dans une stratégie de positionnement mais surtout de communication ».

## À lire
Bernard Cathelat : Socio-Styles-Système